# Nikoloz Gelaszwili
Nikoloz Gelaszwili (gruz. ნიკოლოზ გელაშვილი, ur. 5 sierpnia 1985 w Telawi) – gruziński piłkarz grający na pozycji napastnika w klubie Dinamo Tbilisi.

## Kariera klubowa
Swoją karierę piłkarską Gelaszwili rozpoczął w klubie WIT Georgia Mtscheta. W 2003 roku awansował do kadry pierwszej drużyny i wtedy też zadebiutował w niej w pierwszej lidze gruzińskiej. W sezonie 2003/2004 wywalczył mistrzostwo Gruzji. Latem 2004 odszedł do Kacheti Telawi, w którym grał do końca 2005 roku.
Na początku 2006 roku Gelaszwili wrócił do klubu WIT Georgia. Grał w nim do końca rundy jesiennej sezonu 2007/2008. Na początku 2008 roku przeszedł do FC Zestaponi. W sezonie 2007/2008 zdobył z Zestaponi Puchar Gruzji. Z kolei w sezonach 2010/2011 oraz 2011/2012 wywalczył z tym klubem dwa kolejne tytuły mistrza Gruzji. W sezonach 2008/2009 (20 goli) i 2010/2011 (18 goli) zostawał królem strzelców ligi.
Na początku 2012 roku Gelaszwili przeszedł do VfL Bochum. W 2. Bundeslidze zadebiutował 5 lutego 2012 w wygranym 2:1 domowym meczu z Hansą Rostock i w debiucie zdobył gola. Następnie grał w Qarabağ Ağdam, Flamurtari Wlora i Pafos FC. W 2016 przeszedł do Dinama Tbilisi.
| Sezon   | Klub                 | Kraj        | Rozgrywki                 | Mecze | Bramki |
| ------- | -------------------- | ----------- | ------------------------- | ----- | ------ |
| 2003/04 | WIT Georgia Mtscheta | Gruzja      | Umaglesi Liga             | 6     | 0      |
| 2004/05 | Kacheti Telawi       | Gruzja      | Umaglesi Liga             | 24    | 4      |
| 2005/06 | Kacheti Telawi       | Gruzja      | Umaglesi Liga             | 4     | 0      |
| 2005/06 | WIT Georgia Tbilisi  | Gruzja      | Umaglesi Liga             | 21    | 7      |
| 2006/07 | WIT Georgia Tbilisi  | Gruzja      | Umaglesi Liga             | 17    | 10     |
| 2007/08 | WIT Georgia Tbilisi  | Gruzja      | Umaglesi Liga             | 13    | 8      |
| 2007/08 | FC Zestaponi         | Gruzja      | Umaglesi Liga             | 6     | 2      |
| 2008/09 | FC Zestaponi         | Gruzja      | Umaglesi Liga             | 26    | 20     |
| 2009/10 | FC Zestaponi         | Gruzja      | Umaglesi Liga             | 31    | 16     |
| 2010/11 | FC Zestaponi         | Gruzja      | Umaglesi Liga             | 33    | 18     |
| 2011/12 | FC Zestaponi         | Gruzja      | Umaglesi Liga             | 10    | 7      |
| 2011/12 | VfL Bochum           | Niemcy      | 2. Bundesliga             | 13    | 1      |
| 2012/13 | VfL Bochum           | Niemcy      | 2. Bundesliga             | 12    | 1      |
| 2013/14 | Qarabağ Ağdam        | Azerbejdżan | Premyer Liqa              | 26    | 5      |
| 2014/15 | Flamurtari Wlora     | Albania     | Kategoria Superiore       | 10    | 2      |
| 2015/16 | Pafos FC             | Cypr        | Protathlima A’ Kategorias | 14    | 4      |
| 2015/16 | Dinamo Tbilisi       | Gruzja      | Umaglesi Liga             |       |        |

## Kariera reprezentacyjna
W swojej karierze Gelaszwili grał w reprezentacji Gruzji U-21. Z kolei w dorosłej reprezentacji Gruzji zadebiutował 16 listopada 2007 roku w wygranym 2:1 towarzyskim meczu z Katarem, rozegranym w Dosze.